# A Bahama-szigetek az 1992. évi nyári olimpiai játékokon
A Bahama-szigetek a spanyolországi Barcelonában megrendezett 1992. évi nyári olimpiai játékok egyik részt vevő nemzete volt. Az országot az olimpián 4 sportágban 14 sportoló képviselte, akik összesen 1 érmet szereztek.

## Érmesek
| Érem  | Versenyző        | Sportág  | Versenyszám       |
| ----- | ---------------- | -------- | ----------------- |
| Bronz | Frank Rutherford | Atlétika | Férfi hármasugrás |

## Atlétika
Férfi
| Versenyző        | Versenyszám | Selejtező | Selejtező | Döntő    | Döntő    |
| Versenyző        | Versenyszám | Eredmény  | Helyezés  | Eredmény | Helyezés |
| ---------------- | ----------- | --------- | --------- | -------- | -------- |
| Troy Kemp        | Magasugrás  | 226 cm    | 10.*      | 231 cm   | 7.       |
| Ian Thompson     | Magasugrás  | 223 cm    | 16.*      | kiesett  | kiesett  |
| Craig Hepburn    | Távolugrás  | 789 cm    | 13.       | kiesett  | kiesett  |
| Norbert Elliott  | Hármasugrás | 15,85 m   | 33.       | kiesett  | kiesett  |
| Wendell Lawrence | Hármasugrás | 16,70 m   | 17.       | kiesett  | kiesett  |
| Frank Rutherford | Hármasugrás | 17,28 m   | 2.        | 17,36 m  |          |

Női
| Versenyző              | Versenyszám | Előfutam | Előfutam | Előfutam | Negyeddöntő | Negyeddöntő | Negyeddöntő | Elődöntő | Elődöntő | Elődöntő | Döntő   | Döntő    |
| Versenyző              | Versenyszám | Idő      | Hely.    | Össz.    | Idő         | Hely.       | Össz.       | Idő      | Hely.    | Össz.    | Idő     | Helyezés |
| ---------------------- | ----------- | -------- | -------- | -------- | ----------- | ----------- | ----------- | -------- | -------- | -------- | ------- | -------- |
| Pauline Davis-Thompson | 100 m       | 11,48    | 2.       | 16.      | 11,31       | 3.          | 9.*         | 11,34    | 5.       | 10.      | kiesett | kiesett  |
| Pauline Davis-Thompson | 200 m       | 23,47    | 3.       | 20.      | 22,44       | 3.          | 7.          | 22,61    | 6.       | 11.      | kiesett | kiesett  |

| Versenyző      | Versenyszám | Selejtező | Selejtező | Döntő    | Döntő    |
| Versenyző      | Versenyszám | Eredmény  | Helyezés  | Eredmény | Helyezés |
| -------------- | ----------- | --------- | --------- | -------- | -------- |
| Jackie Edwards | Távolugrás  | 641 cm    | 20.       | kiesett  | kiesett  |

* - egy másik versenyzővel azonos időt/eredményt ért el

## Tenisz
Férfi
| Versenyző                | Versenyszám | 64-es főtábla                                | 32-es főtábla                                                                       | Nyolcaddöntő      | Negyeddöntő       | Elődöntő          | Döntő             | Helyezés |
| Versenyző                | Versenyszám | Ellenfél Eredmény                            | Ellenfél Eredmény                                                                   | Ellenfél Eredmény | Ellenfél Eredmény | Ellenfél Eredmény | Ellenfél Eredmény | Helyezés |
| ------------------------ | ----------- | -------------------------------------------- | ----------------------------------------------------------------------------------- | ----------------- | ----------------- | ----------------- | ----------------- | -------- |
| Roger Smith              | Egyes       | Andrej Cserkaszov (EUN) · 1-6, 0-6, 6-3, 1-6 | kiesett                                                                             | kiesett           | kiesett           | kiesett           | kiesett           | 33.      |
| Mark Knowles Roger Smith | Páros       |                                              | Ausztrália (AUS) · John Fitzgerald · Todd Woodbridge · 2-6, 3-6, 7-6(7-4), 6-4, 3-6 | kiesett           | kiesett           | kiesett           | kiesett           | 17.      |

## Úszás
Férfi
| Versenyző     | Versenyszám    | Előfutam | Előfutam | Előfutam | Döntő   | Döntő   | Döntő   | Helyezés |
| Versenyző     | Versenyszám    | Idő      | Hely.    | Össz.    | Típus   | Idő     | Hely.   | Helyezés |
| ------------- | -------------- | -------- | -------- | -------- | ------- | ------- | ------- | -------- |
| Allan Murray  | 50 m gyors     | 23,35    | 6.       | 21.      | kiesett | kiesett | kiesett | kiesett  |
| Allan Murray  | 100 m gyors    | 52,43    | 3.       | 43.      | kiesett | kiesett | kiesett | kiesett  |
| Timothy Eneas | 100 m hát      | 1:03,10  | 7.       | 48.      | kiesett | kiesett | kiesett | kiesett  |
| Timothy Eneas | 100 m pillangó | 1:00,11  | 4.       | 59.      | kiesett | kiesett | kiesett | kiesett  |

## Vitorlázás
Nyílt
| Versenyző                    | Versenyszám | Futam | Futam | Futam | Futam  | Futam | Futam | Futam | Pontszám | Helyezés |
| Versenyző                    | Versenyszám | 1     | 2     | 3     | 4      | 5     | 6     | 7     | Pontszám | Helyezés |
| ---------------------------- | ----------- | ----- | ----- | ----- | ------ | ----- | ----- | ----- | -------- | -------- |
| Billy Holowesko Steven Kelly | Csillaghajó | 23,0  | 20,0  | 16,0  | (28,0) | 15,0  | 18,0  | 24,0  | 116,0    | 17.      |